# Ардао, Артуро
Артуро Арда́о (исп. Arturo Ardao; 27 сентября 1912 года, Баррига Негра, Минас, департамент Лавалелья — 22 сентября 2003 года, Монтевидео) — уругвайский философ-материалист и историк идей.

## Вклад
Профессор факультета гуманитарных и естественных наук Университета Республики в Монтевидео, декан факультета с 1968 по 1972 год.
Входил в уругвайскую делегацию в Ассамблее ЮНЕСКО (Париж, 1958) и делегацию Университета Республики по соглашению с ЮНЕСКО (Париж, 1967). Сотрудничал в еженедельной газете «Marcha».
После установления военной диктатуры в 1973 году был вынужден покинуть страну и продолжить свою академическую деятельность в Университете имени Симона Боливара в Каракасе (Венесуэла), а также Центре латиноамериканских исследований им. Ромуло Гальегоса.
Автор работ по истории уругвайской философии: «Спиритуализм и позитивизм в Уругвае» (1950); «Философия в Уругвае в XX в.» (1956), «Рационализм и либерализм в Уругвае» (1962), «Философия на испанском языке» (1963), «Этапы уругвайской мысли» (1971). Двумя основными предметами интеллектуальных поисков Ардао являлись развитие испаноязычной мысли в Уругвае и Латинской Америке в целом, а также философская антропология.

## Труды
- Vida de Basilio Muñoz (соавтор Хулио Кастро. Montevideo. 1937)
- Filosofía pre-universitaria en el Uruguay (Montevideo. 1945)
- Espiritualismo y positivismo (México. 1950)
- Batlle y Ordóñez y el positivismo filosófico (Número, Montevideo. 1951)
- La filosofía del Uruguay del siglo XX (México. 1956)
- Racionalismo y Liberalismo en el Uruguay (Montevideo. 1962)
- La filosofía polémica de Feijóo. (Buenos Aires. 1962)
- Filosofía en lengua española (Montevideo. 1963)
- Etapas de la inteligencia uruguaya (Montevideo. 1971)
- Espacio e Inteligencia (Caracas. 1976)
- Génesis de la idea y el nombre de América Latina (Caracas. 1980)
- La inteligencia latinoamericana (Montevideo. 1991)
- España en el origen del nombre América Latina (Montevideo. 1992)
- Lógica y metafísica en Feijóo (Montevideo. 1997)
- La lógica de la razón y la lógica de la inteligencia (Montevideo. 2000)
- Feijóo, Fundador de la Filosofía de lengua española.